# Hexaferrum
Hexaferrum (IMA-Symbol Hfe) ist ein sehr selten vorkommendes Mineral aus der Mineralklasse der „Elemente (einschließlich natürliche Legierungen bzw. intermetallische Verbindungen, Carbide, Nitride, Phosphide und Silicide)“ mit der chemischen Zusammensetzung (Fe,Os,Ru,Ir) und ist damit chemisch gesehen eine natürliche Legierung aus Eisen, Osmium, Ruthenium und Iridium, wobei der Eisenanteil überwiegt.
Hexaferrum kristallisiert im hexagonalen Kristallsystem, konnte jedoch bisher nur in mikrokristalliner Form als kubische oder oktaedrische Körner bis etwa 200 μm Größe gefunden werden. Das Mineral ist in jeder Form undurchsichtig (opak) und von stahlgrauer Farbe mit einem Stich ins Gelbe. Die Oberflächen der Kristallite weisen einen metallischen Glanz auf.

## Etymologie und Geschichte
Erstmals entdeckt wurde Hexaferrum 1995 im Chirynaisky-Massiv, das zum Korjakengebirge auf der russischen Halbinsel Kamtschatka gehört. Die Erstbeschreibung erfolgte 1998 durch A. G. Mochalov, G. G. Dmitrenko, N. S. Rudashevsky, I. V. Zhernovsky und M. M. Boldyreva, die das Mineral nach seiner hexagonalen Symmetrie und seinem Hauptbestandteil Eisen (lateinisch ferrum) benannten.
Typmaterial, das heißt Mineralproben aus der Typlokalität, wird im Bergbaumuseum der Staatlichen Bergbau-Universität in Sankt Petersburg (Russland) aufbewahrt.

## Klassifikation
Da der Hexaferrum erst 1995 als eigenständiges Mineral anerkannt wurde, ist er in der seit 1977 veralteten 8. Auflage der Mineralsystematik nach Strunz noch nicht verzeichnet.
Im zuletzt 2018 überarbeiteten und aktualisierten Lapis-Mineralienverzeichnis nach Stefan Weiß, das sich aus Rücksicht auf private Sammler und institutionelle Sammlungen noch nach dieser alten Form der Systematik von Karl Hugo Strunz richtet, erhielt das Mineral die System- und Mineral-Nr. I/A.13-015. In der „Lapis-Systematik“ entspricht dies der Klasse der „Elemente“ und dort der Abteilung „Metalle und intermetallische Verbindungen“, wo Hexaferrum zusammen mit Garutiit, Hexamolybdän, Osmium, Rhenium, Rutheniridosmin und Ruthenium die unbenannte Gruppe I/A.13 bildet.
Die von der International Mineralogical Association (IMA) zuletzt 2009 aktualisierte 9. Auflage der Strunz’schen Mineralsystematik ordnet den Hexaferrum ebenfalls in die Abteilung der „Metalle und intermetallischen Verbindungen“ ein. Diese ist allerdings weiter unterteilt nach den in der Verbindung vorherrschenden Metallen, die entsprechend ihrer verwandten Eigenschaften in Metallfamilien eingeteilt wurden. Hexaferrum ist hier entsprechend seiner Zusammensetzung in der Unterabteilung „Platin-Gruppen-Elemente (PGE)“ zu finden ist, wo er zusammen mit Garutiit, Osmium, Rutheniridosmin und Ruthenium die „Rutheniumgruppe“ mit der System-Nr. 1.AF.05 bildet.
Auch die vorwiegend im englischen Sprachraum gebräuchliche Systematik der Minerale nach Dana ordnet den Hexaferrum in die Klasse und in die gleichnamige Abteilung der „Elemente“ ein. Hier ist er zusammen mit Osmium, Ruthenium, Rutheniridosmin, Hexamolybdän und Garutiit in der „Osmiumgruppe (Raumgruppe P63/mmc)“ mit der System-Nr. 01.02.02 innerhalb der Unterabteilung „Elemente: Platingruppenmetalle und -legierungen“ zu finden.

## Chemismus
Anhand von 11 Körnern wurde mithilfe der Elektronenmikrosonde (siehe auch Elektronenmikroskop) als chemische Zusammensetzung durchschnittlich 40,22 % Eisen (Fe), 29,06 % Iridium (Ir), 16,40 % Osmium (Os), 9,60 % Ruthenium (Ru), 3,55 % Rhodium (Rh), 0,98 % Platin (Pt), 0,55 % Nickel (Ni), 0,39 % Kupfer (Cu), 0,06 % Cobalt (Co) und 0,01 % Palladium (Pd) ermittelt (alle Angaben in Gewichts-% ). Dies entspricht der empirischen Formel (Fe0.65Ir0.14Os0.08Ru0.08Rh0.03Ni0.01Cu0.01)Σ1.00 oder vereinfacht (Fe,Os,Ru,Ir).

## Kristallstruktur
Hexaferrum kristallisiert hexagonal in der Raumgruppe P63/mmc (Raumgruppen-Nr. 194) mit den Gitterparametern a = 2,59 Å und c = 4,17 Å sowie zwei Formeleinheiten pro Elementarzelle.
Die Kristallstruktur entspricht der von Zink, das ebenfalls in der hexagonal dichtesten Kugelpackung kristallisiert.

## Bildung und Fundorte
An seiner Typlokalität im vorwiegend aus Dunit und Harzburgit bestehenden, Ultramafisches Gesteinen des Chirynaisky-Massivs im Korjakengebirge fand sich Hexaferrum in Form von kubischen oder oktaedrischen Körnern als Einschlüsse unter anderem in Cr-Spinell.
Außer an seiner Typlokalität fand sich das Mineral in Russland noch im nahe gelegenen Krasnogorsk-Massiv (ebenfalls Korjakengebirge) sowie im Epilchik-Komplex, im ultrabasischen Gal'moenan-Massiv und im Matysken-Komplex im Rajon Oljutorski auf Kamtschatka. Daneben trat Hexaferrum noch am Fluss Aunik auf dem Witimplateau in der Republik Burjatien im Fernen Osten Russlands auf.
Weitere bisher Fundorte sind die Gold-Lagerstätte „Qianchen“ nahe Laizhou in der ostchinesischen Provinz Shandong, der Nickelerz-Tagebau „Loma Peguera“ (18° 59′ 24″ N, 70° 19′ 23″ W) etwa 11 km nordöstlich von Bonao in der Dominikanischen Republik und eine Seifenlagerstätte am Fluss Minamichiyoda nahe Shosambetsu in der Unterpräfektur Rumoi auf der japanischen Insel Hokkaidō (Stand 2023).
Zudem konnte Hexaferrum als Bestandteil des Meteoriten Sayh al Uhaymir 290 (kurz: SaU 290) nachgewiesen werden, der 2004 nahe dem gleichnamigen Ort im Gouvernement al-Wusta im Oman gefunden wurde. Der Meteorit wurde als Chondrit vom Typ CH3 charakterisiert.